# Jean Kapata
Jean Kapata (* 25. Dezember 1960) ist eine sambische Politikerin der Patriotic Front (PF).

## Leben
Jean Kapata war nach einer Ausbildung als Krankenschwester tätig und wurde 2006 für die Patriotic Front (PF) erstmals zum Mitglied der Nationalversammlung Sambias gewählt sowie 2011 und am 11. August 2016 wiedergewählt und vertritt dort den Wahlkreis Mandevu.
Nachdem sie zwischen September 2011 und März 2014 Vize-Ministerin für Gemeindeentwicklung, Mutter- und Kindgesundheit war, wurde sie im März 2014 von Präsident Michael Sata zur Ministerin für Tourismus und Künste in dessen Kabinett berufen. Nach dem Tode Satas am 28. Oktober 2014 behielt sie das Amt als Ministerin für Häuptlings- und traditionelle Angelegenheiten auch im Kabinett dessen kommissarischen Nachfolgers Guy Scott sowie im Kabinett von Edgar Lungu, der am 25. Januar 2015 das Amt des Präsidenten übernahm. Bei einer Regierungsumbildung im September 2016 wurde sie von Präsident Lungu zur Ministerin für Ländereien, natürliche Ressourcen und Umweltschutz in dessen Kabinett berufen.